# Heinrich Zweimann
Heinrich Zweimann (* vor 1208 in Imbach; † nach 1247) war ein Ritter des niederösterreichischen Uradels mit Sitz in Imbach.

## Urkundliche Erwähnung
Der erste urkundliche Nachweis zu „Heinricus Zaimam“ findet sich in den Göttweiger Traditionsbüchern, wo er als Zeuge bei der Schenkung eines neu angelegten Weingartens durch „Wernher von Imbach“ (Werinhardus de minnebach) an das Stift Göttweig angeführt wird. Die Datierung dieser Notiz im Traditionsbuch lässt sich um das Jahr 1208 einstufen.
Die zweite urkundliche Erwähnung findet sich in den Urkunden des Stiftes Garsten vom 13. März 1247 wieder. In dieser Urkunde leistet Albero von Kuenring mit Bürgern von Krems, Stein und Linz Bürgschaft für einen Gefangenen. Ebendort geht sein Ritterstand aus der Bezeichnung „Heinricus miles cognomine zveimannus“ deutlich hervor.
Das dritte Dokument ist die Stiftungsurkunde des Dominikanerinnenklosters Imbach, in der der Stifter, der Truchsess Albero von Feldsberg, mit seiner Frau Gisela von Ort das Dotationsgut, den zu vergebenden Baugrund, genauer spezifiziert. Der Baugrund für das Kloster (dort als Eigengut bezeichnet) befindet sich zwischen der Landstraße (heute Kirchengasse in Imbach) und der Krems und grenzt sich zu dem (im Osten gelegenen) Weg an der Grenze einer Hofstatt seiner Verwandten, der Starhemberger, ab. Eben jener Grund mit Hof (festem Gebäude) – wird in der Urkunde zitiert – hatte vormals dem „Heinrich, genannt Zweimann“ (Heinrici dicti Zwaeimanni) gehört.
Deutlich zeigt sich darin auch, dass die Herrschaft Imbach (Minnebach) zu diesem Zeitpunkt stark durch verschiedene Stiftungen, Amtsleute und niederen Adel zersplittert war.

## Bedeutung
Zweimann wäre als einer der vielen Ritter des niederen Adels in der Geschichte untergegangen, hätte nicht sein Hof und Grund als eine essentielle Grundlage im Dotationsgut für das Dominikanerinnenklosters Imbach gestanden.
Dies bedeutete, dass die ersten Nonnen seinen Hof sowie die zum Ort zugehörige Kapelle als provisorische Klosteranlage nutzen konnten, bis die heutige Kirche und Klausur fertig errichtet wurden.
So findet er bis heute in jeder Literatur über die Klosterstiftung Erwähnung und wurde auch als zweiter Stifter von den Nonnen verehrt.
Seine Hinterlassenschaft dürfte sich bis in die heutige Zeit erhalten haben. Die jüngste Bauforschung hat ergeben, dass sich am Areal des ehemaligen Klosters (heute Klosterhof 6) das romanische Mauerwerk seines einstigen festen Hauses (Hof) erhalten hat, welches später als Novizinnentrakt genutzt wurde.

## Diskussion der Person
Vieles aus der Frühzeit der Dokumentation in Österreich ist noch unscharf. Es dürften noch nicht alle Urkunden in moderner Form digitalisiert und ausgewertet worden sein, sodass sich ein unvollständiges Bild ergibt.
So scheinen Bernhard Pez beim Verfassen des Artikels während des Bestandes des Klosters im Jahr 1715 noch weitere Urkunden oder Informationen vorgelegen zu haben, denn darin bezeichnet er ihn als „Heinrich Konrad Zweymann“ und führt somit einen zweiten Vornamen an. Die Quelle dazu wird nicht erwähnt. Hier wird gegenwärtig vermutet, dass sich Pez auf den alten Grabstein in Imbach bezogen haben könnte, der mit „HIE… LEIT… HER… CHVNRT …“ bezeichnet ist und in der vorangehenden Literatur als Epitaph von Zweimann galt.
Auch ist nicht klar, ob Zweimann zum Zeitpunkt der Stiftung bereits tatsächlich verstorben war oder ob er als vermisst galt. Gut möglich, dass er als Miles christianus an einem Kreuzzug teilnahm und zu dem Zeitpunkt für tot erklärt wurde. Paul Herold vermutet, dass Zweimann zum Zeitpunkt der Ausstellung der Stiftungsurkunden 1269 noch gelebt hat, da sich sonst wahrscheinlich der Zusatz „pie memorie“ bei seinem Namen befunden hätte.
In einer Diskussion über die drei Urkunden zu Zweimann gibt Andreas Zajic zu bedenken, dass die genannten Personen nicht zwangsläufig identisch sein müssen, sondern auch nur in einem verwandtschaftlichen Verhältnis gestanden sein können. Jedenfalls ist die Zeitspanne zwischen der ersten und letzten Erwähnung für das 13. Jahrhundert ungewöhnlich lang.
Zu denken gibt auch die in der zweiten und dritten Urkunde auftretende eher ungewöhnliche Bezeichnung „genannt“ (dicti) Zweimann. Warum man ihn hier in dieser Form anspricht, ist unklar. Eventuell verweist dies auf eine besondere duale Funktion (Stellvertreter) im Ort, einer anderen Institution oder auf eine Ordensangehörigkeit hin. Eine ähnliche Richtung schlägt auch Pongratz vor, indem er die spätere Namensnennung „Zweimann“ als Übernamen bezeichnet und mit „Angehöriger eines Kollegiums von zwei Männern“ deutet.